# دخمه سنگی دو دختر (داو دور)
دخمه سنگی مادر دختر به گویش محلی (دِی و دووَر)  در دل کوه عِنا در شهرستان رستم، روستای مراسخون علیا استان فارس جای دارد و این اثر در تاریخ ۲۹ آذر ۱۳۱۶ با شمارهٔ ثبت ۲۹۹ به‌عنوان یکی از آثار ملی ایران به ثبت رسیده است.

## جایگاه دخمه
دخمه مادر و دختر در:
استان‌ فارس‌
شهرستان رستم
دیار حسین آباد و مراسخون علیا شهرستان رستم ممسنی
روستای بهره عنا بر سر گُذر جاده بهره عنا جاده شیراز – گچساران و راه باشت قرار گرفته، این روستا اندکی پس از روستای چاه تلخ و عنا جا گرفته و در 7 کیلومتری از روستای چاه تلخ و 4 کیلومتری از روستای عنا واقع شده (فاصله کم و بیش از شهرستان مرکزی  این روستا 26 کیلومتر است)
در دامنه کوه عنا، دخمه سنگی بسیار کهن در دل کوه در بلندای ۳۰۰ متری کنده شده که به [داو و دختر] نامی است. نام محلی این دخمه "دی ودوور" به چَم (مادر و دختر) است.

## تاریخ گذاری
والتر هینتس این مقبره را متعلق به کورش کوچک می‌داند که احتمالا به دست مادرش پروشات ساخته شده است.